# Misticanza
La misticanza è un misto di erbe selvatiche in insalata, tradizionale della cucina laziale.
Era molto popolare in passato e costituiva una importante fonte di vitamine e minerali per le classi meno abbienti. Al giorno d'oggi viene ancora proposta nelle osterie o nelle più caratteristiche fraschette, anche se spesso le erbe selvatiche vengono sostituite da erbe coltivate.
Fra le varie erbe si possono usare: rughetta, pimpinella, cicoria selvatica, finocchio selvatico, caccialepre, tarassaco, raperonzolo e altre.